# Porta Leoni (Verona)
Porta Leoni è una delle porte che si aprivano lungo le mura romane di Verona. Costruita nel I secolo a.C. e ristrutturata nel secolo successivo, collegava il cardine massimo della città con il vicus Veronensium, ovvero con la diramazione della via Claudia Augusta che proseguiva verso Hostilia.

## Storia

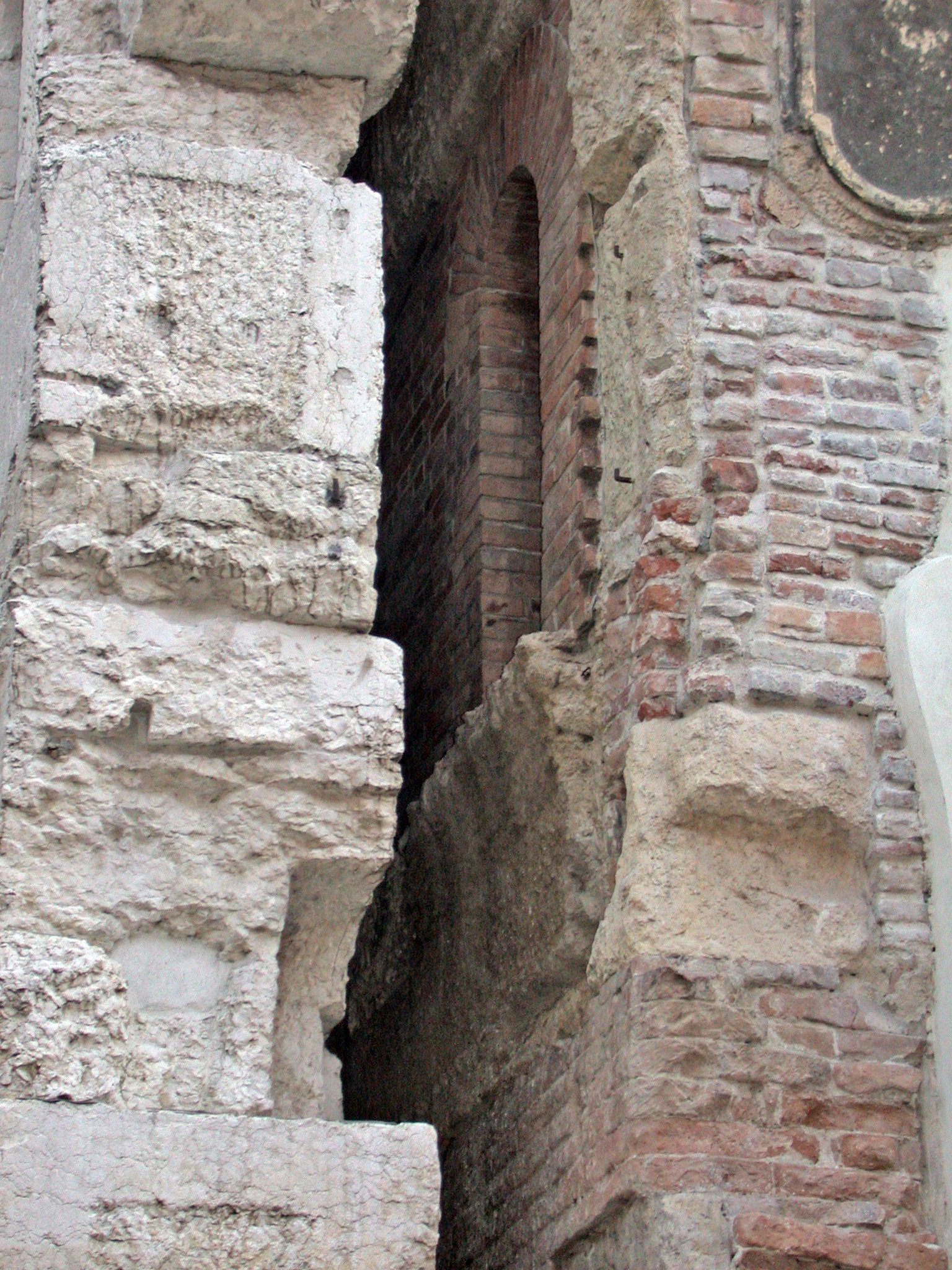
Facciata di età repubblicana (a destra) accostata a quella di età imperiale (a sinistra).

Porta Leoni venne costruita contemporaneamente alla cortina muraria romana, come dimostrato dal fatto che le due strutture risultano strettamente connesse nelle fondazioni e nei primi corsi di laterizio, e a porta Iovia: la loro edificazione si svolse intorno alla seconda metà del I secolo a.C., a seguito della definitiva romanizzazione della Gallia Transpadana avvenuta nella primavera del 49 a.C. e al conseguente spostamento dell'abitato di Verona entro l'ansa del fiume Adige. La costruzione, che fungeva da ingresso alla città lungo il cardine massimo, era a pianta quadrata con corte centrale, luogo in cui venivano fermati e controllati i viandanti, e verso l'agro era racchiusa tra due alte torri. Ulteriore prova della contemporaneità della costruzione delle porte urbiche con la cinta muraria arriva da un'iscrizione murata sopra il pilone mediano di porta Leoni: tale iscrizione, che è considerata unanimemente l'atto di fondazione della Verona romana, riporta i nomi dei quattorviri che fecero realizzare le mura e le porte di Verona.
Durante la prima metà del I secolo la porta, che era stata costruita quasi completamente in laterizio, venne ricompresa nell'opera di monumentalizzazione cui venne sottoposta l'importante città veneta: l'intervento vide la giustapposizione di nuove facciate lapidee sul prospetto lato Foro e lato campagna. Si tratta di un'operazione di puro abbellimento delle facciate, tanto che le aggiunte rimanevano indipendenti rispetto al nucleo in laterizio della porta e delle mura. Anche tali lavori si devono, come testimoniato da un'iscrizione incisa sul fornice superstite che riporta il nome di uno degli amministratori romani, al quadrumvirato cittadino.
Della porta romana non si conosce il nome antico, tuttavia nel Medioevo era conosciuta prima col nome di porta San Fermo, per la vicinanza all'omonima chiesa, e poi col nome classicheggiante di arco di Valerio, dal nome dell'ipotizzato costruttore. Oggi è conosciuta col nome di porta Leoni, derivato dalla strada in cui si trova, che già nel Cinquecento era detta "via de' Leoni" in quanto vi era conservata la parte superiore di un monumento funerario romano sormontata ai lati da due leoni, probabilmente pertinente all'area sepolcrale che si estendeva al di fuori dalla porta. La porta, che in età bassomedievale aveva già subito diverse mutilazioni ed era ormai parzialmente inglobata in un edificio residenziale, fu d'ispirazione e venne riprodotta più volte da noti artisti nel corso del Rinascimento. quali Giovanni Caroto, Sebastiano Serlio e Andrea Palladio.

## Descrizione

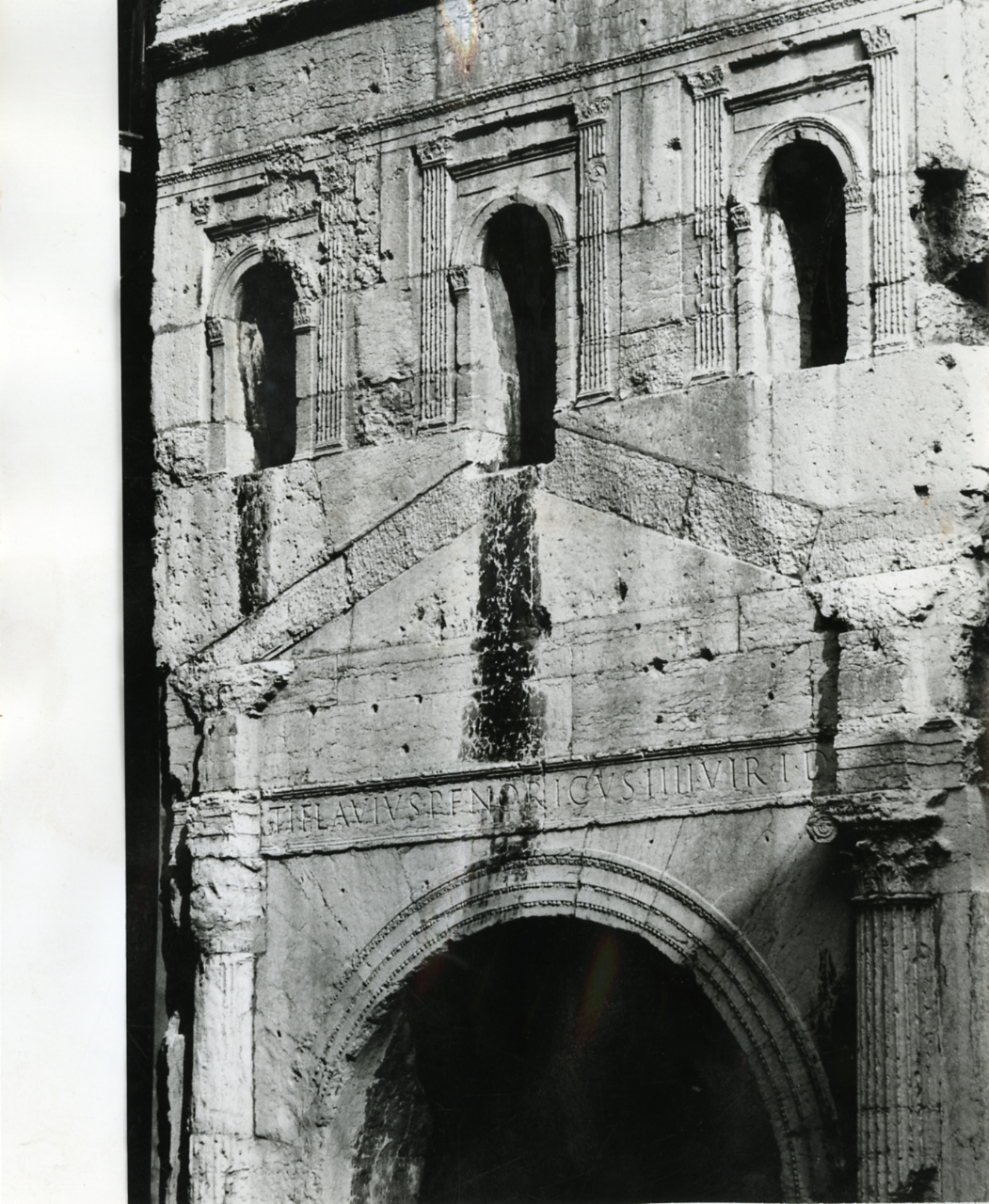
Particolare della porta in una fotografia del 1972 di Paolo Monti.

Grazie ai numerosi scavi archeologici e allo studio dell'elevato tuttora esistente, dove si fronteggiano i due prospetti di età repubblicana e di età imperiale, è stato possibile per gli studiosi ricostruire l'immagine dell'antica porta urbica.
L'edificio, realizzato quasi interamente in laterizio in età tardo repubblicana, era una struttura a pianta quadrata di 16,70 metri di lato con corte centrale rettangolare, doppi fornici larghi 330 cm e alti 525 cm nelle facciate e gallerie ai piani superiori. Agli angoli della struttura, sul lato ad agro, si elevavano due alte torri poligonali a sedici lati, dal diametro di 7,40 metri. A livello del terreno la struttura difensiva era interrotta solo dai fornici e probabilmente da stretti passaggi per l'accesso alle torri dalle quali, mediante un sistema di scale lignee, era possibile salire ai piani superiori. Al secondo e terzo livello si trovavano quindi due ordini di gallerie, di cui l'inferiore consentiva l'accesso al camminamento merlato delle mura. Le gallerie e le torri prendevano luce da una serie di finestre voltate (alte 160 cm e larghe 60 cm quelle al secondo livello e alte 180 cm e larghe 60 cm quelle al terzo), che all'esterno creavano un disegno severo e uniforme. La facciata verso città era invece più elaborata in quanto, all'ultimo piano, le quattro finestre centrali erano sostituite da un ampio loggiato d'ordine dorico. L'edificio era concluso (a circa 13 metri di altezza) da un tetto con orditura lignea.
La porta urbica era caratterizzata da sobrie trabeazioni marcapiano e da elementi prevalentemente di ordine ionico, anche se il dorico compariva nel fregio al secondo livello e nel loggiato al terzo. I punti soggetti a maggiore usura o carico e gli ornati erano realizzati in blocchi di tufo locale mentre la trabeazione al terzo livello era in terracotta e il resto della muratura era composta da mattoni di laterizio.
A questa struttura prevalentemente in laterizio si addossarono, in età imperiale, due nuove facciate lapidee in pietra bianca della Valpantena, di cui quella lato città è ancora esistente e si sovrappone a quella repubblicana, arretrata di poco più di mezzo metro. Questo prospetto in pietra presenta al piano inferiore uno schema che non si discosta di molto da quello di porta Borsari, che aveva subito un simile intervento di monumentalizzazione, presentando un fornice inquadrato in un'edicola composta da due semicolonne con capitello corinzio sorreggenti trabeazione e frontone. Il livello intermedio si presenta con un disegno piuttosto semplice, con finestre inquadrate da elementi lineari e a bassissimo rilievo, mentre all'ultimo livello si apre un'esedra particolarmente slanciata, racchiusa tra esili colonne tortili che accentuano la tensione verticale della soluzione adottata.

### Iscrizione
Un'iscrizione murata sopra il pilone mediano di porta Leoni è stata rinvenuta durante i lavori di restauro della struttura nel 1965: si tratta di un'iscrizione di notevole importanza, in quanto considerata l'atto di nascita di Verona romana. L'iscrizione, che in realtà era già stata individuata da alcuni artisti rinascimentali che riportavano i nomi dei quattuorviri, è caratterizzata da quattro significative righe di testo: 
Nell'epigrafe si riconoscono i nomi dei quattuorviri municipali in carica durante l'inaugurazione del monumento, committenti della costruzione delle mura, delle porte, delle torri e delle cloache della città.